# 红卢奇 (普斯科夫州)
红卢奇（羅馬化：Krasnyy Luch）是俄罗斯普斯科夫州的市级镇，为别扎尼齐区除行政中心外的另外一座市级镇，地处普斯科夫州东部，位于区行政中心别扎尼齐东北、州府普斯科夫东南方。距离较近的火车站有位于别扎尼齐镇的苏晓沃（Сущёво）站。
该地2022年人口有666人；2010年人口1,020；2002年人口1,494；1989年人口2,084。